# Richard Somerset (2e baron Raglan)
Richard Henry Fitzroy Somerset, 2e baron Raglan (24 mai 1817 - 3 mai 1884) est un pair britannique. 

## Biographie
Deuxième fils de FitzRoy Somerset, 1er baron Raglan, il est né à Paris et fait ses études à Christ Church, Oxford. Il se rend à Ceylan avec le lieutenant-général Sir Colin Campbell (1776 - 13 juin 1847) comme secrétaire privé et est par la suite embauché dans la fonction publique de Ceylan en 1841. En 1844, il est l'agent gouvernemental adjoint de Colombo. Il quitte l'île en 1849 pour devenir le secrétaire privé de Georges V de Hanovre, quittant ce poste en 1855 quand il succède à son père. Le Parlement lui accorde, à lui et à son successeur, une pension de 2 000 £ pour les services de son père (23 juillet 1855). Il est cornet dans la Gloucestershire Yeomanry à partir de 1856 et capitaine de 1864 à 1875. Il est devenu Lord-in-waiting de 1858 à 1859 et 1866 à 1869, sous les gouvernements du comte de Derby et de Disraeli.   
Le 25 septembre 1856, il épouse Georgina Lygon, la troisième fille de Henry Lygon (4e comte Beauchamp), et ils ont plus tard cinq enfants. Après la mort de sa femme en 1865, il épouse Mary Blanche Farquhar, la fille aînée de Walter Farquhar, 3e baronnet, le 11 octobre 1871 et ils ont une fille. 
Il meurt à Chesterfield Street, Londres le 3 mai 1884 et est enterré le cimetière de Llandenny, Monmouthshire le 8 mai.